# 清原雪信

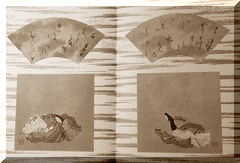
「女房三十六人歌合」のうち「伊勢」「宮内卿」 MIHO MUSEUM蔵

清原 雪信（きよはら ゆきのぶ、寛永20年（1643年）? - 天和2年4月29日（1682年6月5日）?）は、江戸時代前期に活躍した狩野派（江戸狩野）の絵師。久隅守景の娘で、狩野胖幽は弟、狩野探幽は母方の大叔父にあたる。江戸時代には狩野派随一の閨秀画家として知られた。

## 略伝
探幽門下四天王の1人・久隅守景と、同じく探幽四天王に数えられる神足高雲（常庵）の娘で、探幽の姪に当たる母・国との間に生まれる。伊藤仁斎の子・伊藤梅宇著の『見聞談叢』では、梅宇の祖母・那倍は「画工狩野雪信」と親しかったと記され、その談話がよく引用される。それによると、雪信は狩野法眼（探幽）の姪で、17・8歳で絵を良くし日々法眼へ通っていたが、稽古の時尼崎仕官の子平野国清と通じた。これを清信の母が強く叱ったため、家を出てその男と別宅し画を描いて渡世とし、後に大いに繁盛し尼崎にて没したという。
探幽の弟狩野安信の高弟・狩野昌運が記した『昌運筆記』では、清原氏に嫁いで京都に住んだとし、さらに「白石蔵本狩野系図」という資料を引き、探幽門人の清原氏平野伊兵衛守清に嫁したとする。しかし、落款の「清原氏女」を素直に解釈すれば雪信本人が清原氏だと考えられ、神足一族の家系図から清原氏は祖父・高雲の姓だと見なせる。雪信が父方ではなく母方の姓を名乗ったのは、神足家は山城国西岡（現在の京都府長岡京市）の国人で、その盟主的存在という由緒ある武士の家だった。更に母の家系は探幽に連なっていることを踏まえれば、雪信にとって「清原氏」とは自らの家系・画系の正当性を保証する名前だったと考えられる。白井華陽筆の『画乗要略』では、絵を探幽に学び、識者は女性画家の中で一番だと讃えたという。
井原西鶴の『好色一代男』巻七「末社らく遊び」における島原太夫の衣装は、白繻子の袷に雪信が秋の野を描き公家の和歌を添えたと記され、談林や蕉風、与謝蕪村の俳句にも詠まれた。更には「女絵師狩野雪姫」「富仁親王嵯峨錦」「祇園祭礼信仰記」の浄瑠璃や歌舞伎作品などで、雪信をモデルとした「雪姫」という人物が登場するし、当時の人気の高さが窺える。娘に同じく絵師だった清原春信がいるが、活動時期が短かったらしく現在作品は3点しか知られていない。

## 作風
作品の落款は常に「清原氏女雪信筆」と署名し、「清原女」の朱文印を押した作例が多く、年記があるものは知られていない。小野小町や源氏物語といった、日本の古典文芸に関係した作品を数多く描き、それらの殆どは掛け軸形式の着色画である。一方、観音図や花鳥画など、本来の狩野派が得意とする漢画系の画題も描いているが、それらの筆触はたおやかで、繊細で清楚な趣きをもつ。

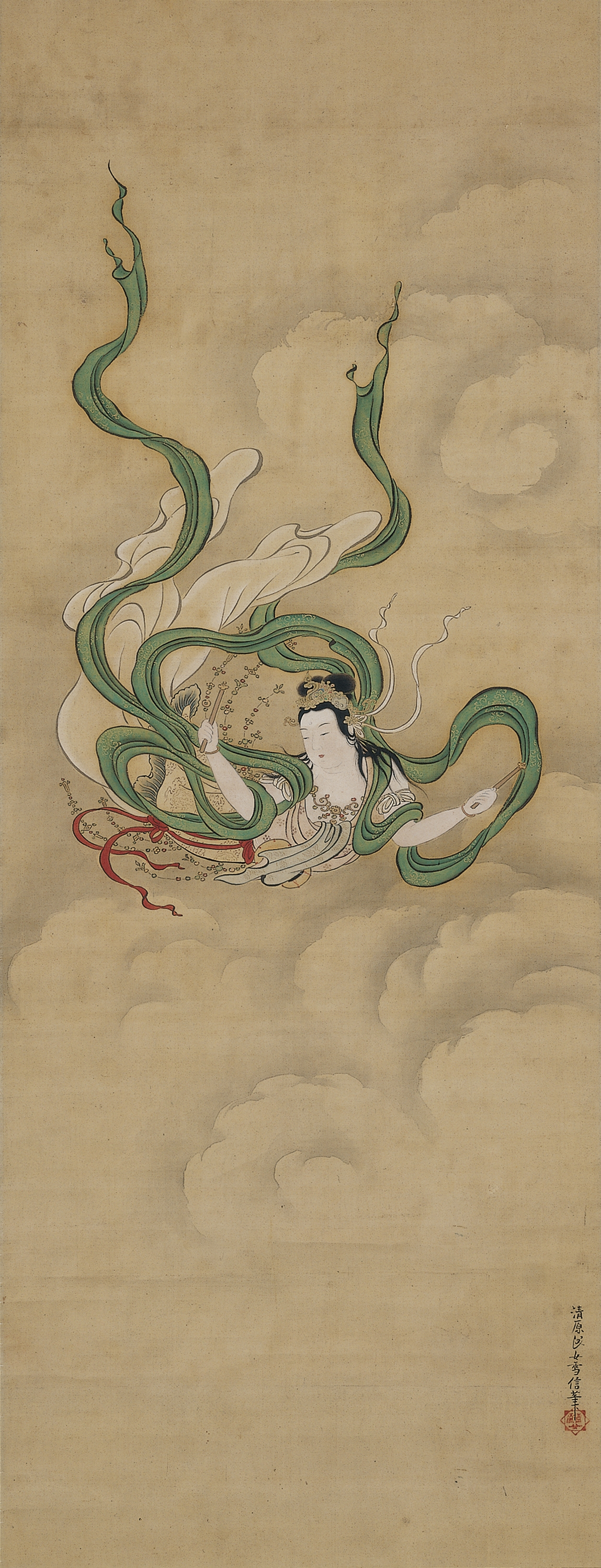
「天女飛翔図(飛天)」ミネアポリス美術館所蔵

## 代表作
| 作品名                             | 技法                   | 形状・員数 | 寸法（縦x横cm） | 所有者                     | 年代                     | 落款・印章                                                             | 備考 |
| ---------------------------------- | ---------------------- | ---------- | --------------- | -------------------------- | ------------------------ | ---------------------------------------------------------------------- | --- |
| 花鳥図                             |                        | 双幅       | 各102.7x42.7    | 東京国立博物館             |                          |                                                                        | |
| 花鳥図屏風                         | 紙本墨画・金砂子散らし | 六曲一双   | 各87.2x254.6    | 板橋区立美術館             |                          |                                                                        | |
| 四季花鳥図屏風                     | 紙本金地著色           | 六曲一双   | 各99.6x267.6    | 個人                       |                          | 款記「清原氏女雪信筆」/「清原女」朱文八角印・「雪信」朱文二重方印      | 現在確認されている中で唯一の金屏風。                                                                                           |
| 観音図                             | 絹本淡彩               | 1幅        |                 | 京都国立博物館             |                          |                                                                        | |
| 源氏物語画帖                       | 紙本著色               | 1帖        |                 | 徳川美術館                 |                          | 「清原」朱文方印                                                       | 詞書二条康道 |
| 野宮図                             | 紙本著色               | 1幅        | 36.5×54.2       | 斎宮歴史博物館             |                          |                                                                        | |
| 女房三十六人歌合画帖               | 絹本著色               |            |                 | MIHO MUSEUM                | 1670-71年（寛文10-11年） | 最後の歌人藻璧門院少将の左下に款記「清原氏女雪信筆」/ 「清原」朱文方印 | 画帖に付属する覚書に徳川家綱の正室・顕子女王から「松村中山」（不詳。大名の妻女など身分の高い人物か）が拝領した旨が記されている |
| 篝火図                             |                        |            |                 | 尼崎市教育委員会           |                          |                                                                        | |
| 小督局仲国図                       |                        |            |                 | 尼崎市教育委員会           |                          |                                                                        | |
| 紫式部図                           |                        |            |                 | 尼崎市教育委員会           |                          |                                                                        | |
| 貴妃化粧図                         |                        |            |                 | 尼崎市教育委員会           |                          | 款記「清原氏女雪信筆」/「清原女」朱文八角印                            | |
| 白衣観音図                         |                        |            |                 | 尼崎市教育委員会           |                          |                                                                        | |
| 紫式部図                           | 絹本著色               | 1幅        | 33.7x54.5       | 実践女子学園香雪記念資料館 |                          | 款記「清原氏女雪信筆」/「清原女」朱文八角印                            | |
| 菊慈童図                           | 絹本著色               | 1幅        | 96.0x36.1       | 実践女子学園香雪記念資料館 |                          | 款記「清原氏女雪信筆」/「清原女」朱文八角印                            | 比較的初期の作 |
| 小督図                             | 絹本著色               | 1幅        | 88.0x32.3       | ボストン美術館             |                          | 款記「清原氏女雪信筆」/「清原女」朱文八角印                            | |
| 范蠡と西施図                       | 絹本著色               | 1幅        | 71.4x32.2       | ボストン美術館             |                          | 款記「清原氏女雪信筆」/「清原女」朱文八角印                            | |
| 楊貴妃図                           | 絹本著色               | 1幅        | 33.0x55.6       | ボストン美術館             |                          | 款記「清原氏女雪信筆」/「清原女」朱文八角印                            | |
| 唐美人図                           | 絹本著色               | 1幅        | 99.8x42.9       | ボストン美術館             |                          | 款記「清原氏女雪信筆」/「清原女」朱文八角印                            | |
| 西王母・桃柳に小禽図（右幅・左幅） | 絹本著色               | 3幅対      | 94.9x39.7       | ボストン美術館             |                          | 各幅に款記「清原氏女雪信筆」/「清原女」朱文八角印                      | |
| 牡丹図                             | 絹本著色               | 1幅        | 99.1x40.6       | ボストン美術館             |                          | 款記「清原氏女雪信筆」/「清原女」朱文八角印                            | |
| 小川に連雀桜竹図                   | 絹本著色               | 1幅        | 99.4x41.6       | メトロポリタン美術館       |                          |                                                                        | |
| 粟に鶉図                           | 絹本著色               | 1幅        | 118.4x47.6      | メトロポリタン美術館       |                          |                                                                        | |
| 文殊菩薩像                         | 絹本著色               | 1幅        | 62.39x36.2      | ミネアポリス美術館         |                          | 款記「清原氏女雪信筆」/「清原女」朱文八角印                            | |
| Flying Celestial                   | 絹本著色               | 1幅        | 116.52×44.77    | ミネアポリス美術館         |                          | 款記「清原氏女雪信筆」/「清原女」朱文八角印                            | |
| 小野小町図                         | 絹本著色               | 1幅        | 88.9x33.97      | ミネアポリス美術館         |                          |                                                                        | |
| 佐野渡図                           | 絹本著色               | 1幅        | 89.2x31.5       | フリーア美術館             |                          | 款記「清原氏女雪信筆」/「清原女」朱文八角印                            | |

## 参考資料
- パトリシア・フィスター 『近世の女性画家たち ―美術とジェンダー―』 思文閣出版、1994年、pp.108-110、ISBN 4-7842-0860-7
- 松嶋雅人 『久隅守景』 至文堂〈日本の美術489〉、2007年、pp.28-30、ISBN 978-4-7843-3489-6
- 高橋亨 「清原雪信の「源氏物語画帖」とその画風」『武家の文物と源氏物語絵―尾張徳川家伝来品を起点として』 翰林書房、2012年4月、pp.408-430、ISBN 978-4-87737-327-6
- 大平有希野 「清原雪信の伝記に関する考察─『古画備考』雪信伝の再検討と「清原氏」をめぐる問題を中心に─」『美術史』vol.177、美術史學會、2014年10月、pp.116-132
- 仲町啓子監修 太田佳鈴 広木春香編集 『実践女子学園創立一二〇周年記念特別展 華麗なる江戸の女性画家たち』 実践女子学園香雪記念資料館、2015年4月18日